# Машаду, Анибал
Ани́бал Монте́йру Маша́ду (порт.-браз. Aníbal Monteiro Machado; 9 декабря 1884, Сабара, Минас-Жерайс — 20 января 1964, Рио-де-Жанейро) — бразильский писатель, президент Бразильской ассоциации писателей. Отец писательницы Марии Клары Машаду.

## Биография
Анибал Машаду получил среднее образование в Белу-Оризонти. Изучал право в Рио-де-Жанейро, затем преподавал всемирную историю в государственном колледже Минас-Жерайс, работал прокурором. Также был футболистом и участвовал в первом стартовом составе ФК «Атлетико Минейро» в 1909 году, забив первый гол в истории клуба. 
Не чувствуя своё призвание к юридической профессии, покинул работу прокурора, чтобы начать карьеру профессора литературы в колледже Педро II. В 1945 году избран президентом Бразильской ассоциации писателей.

## Творчество
Начал литературную деятельность будучи студентом в Рио, сотрудничая с журналом «Antropofagia», но стал известным в литературном мире в возрасте 46 лет. Его первая книга «Vida Feliz» (1944) и сборник рассказов «Cadernos de João» (1955) и посмертно изданная «João Ternura» (1965).

Занимался переводом произведений Антона Чехова и Франца Кафки. Был награждён орденом Почётного легиона.
В 1991 году телеканалом «Глобо» по мотивам рассказов и повестей Анибала Машаду был снят телесериал «Счастье» с Тони Рамосом  и Вивиан Пазмантер в главных ролях.